# 몽키 비지니스 (1952년 영화)
《몽키 비지니스》(Monkey Business)는 미국에서 제작된 하워드 혹스 감독의 1952년 영화이다. 캐리 그랜트 등이 주연으로 출연하였고 솔 C. 시겔 등이 제작에 참여하였다.

## 출연

### 주연
- 캐리 그랜트
- 진저 로저스

### 조연
- 찰스 코번
- 마릴린 먼로
- 휴 말로우
- 헨리 르톤댈
- 로버트 콘스웨이트
- 래리 키팅
- 더글러스 스펜서
- 에스더 데일
- 조지 윈슬로우

## 기타
- 미술: 조지 패트릭, 라일 R. 휠러
- 의상: 트라빌라